# Sciadopityaceae
Famille
Les Sciadopityaceae sont une famille de conifères de l'ordre des Cupressales. Elle contient un seul genre actuel auparavant placé dans les Cupressaceae ou les Taxodiaceae : Sciadopitys, et plusieurs genres fossiles. Sciadopitys ne contient lui-même qu'une seule espèce actuelle, Sciadopitys verticillata, et plusieurs espèces fossiles.

## Étymologie
Le nom vient du genre type Sciadopitys, dérivé du grec σκιαδος / skiados, verticille, et πίτυς / pitys, sapin.

## Liste des genres
Selon The International Fossil Plant Names Index (IFPNI) (10 août 2023) :
- † Sciadopitycutis
- † Sciadopityoides
- † Sciadopityostrobus
- Sciadopitys
- † Sciadopityspollenites
- † Sciadopitytes

Selon l'IRMNG (10 août 2023) :
- † Sciadopitophyllum D.C. Christophel, 1973
- † Sciadopityostrobus K. Saiki, 1992
- Sciadopitys Siebold & Zuccarini, 1842
- † Zhangoxylon Z. Jiang, N. Tian, Y. Wang, Y. Li, S. Zheng, A. Xie & Y. Zhu, 2022
- † Anabarella A.N. Abramova, 1984
- † Parasciadopitys X. Yao, T.N. Taylor & E.L. Taylor, 1997
- † Sciadopitytes H.R. Göppert & A. Menge ex T.G. Halle, 1915